# Clinohelea hollandiae
Clinohelea hollandiae är en tvåvingeart som beskrevs av Tokunaga 1966. Clinohelea hollandiae ingår i släktet Clinohelea och familjen svidknott. Inga underarter finns listade i Catalogue of Life.